# Маньи-ле-Дезер (кантон)
Маньи-ле-Дезер (фр. Magny-le-Désert) — кантон во Франции, находится в регионе Нормандия, департамент Орн. Расположен на территории двух округов: двадцать одна коммуна входит в состав округа Алансон, четырнадцать коммун — в состав округа Аржантан.

## История
Кантон образован в результате реформы 2015 года. В его состав были включены отдельные коммуны упраздненных кантонов Бриуз, Карруж и Экуше, а также кантона Ла-Ферте-Масе.
В 2016—2018 годах состав кантона менялся. С 1 января 2016 года коммуны Батийи, Ла-Курб, Лусе, Сент-Уан-сюр-Мер, Серан и Экуше образовали новую коммуну Экуше-ле-Валле; коммуна Антуаньи вошла в состав коммуны Ла-Ферте-Масе кантона Ла-Ферте-Масе.
С 1 января 2018 года в состав коммуны Экуше-ле-Валле вошла коммуна Фонтене-сюр-Орн кантона Аржантан-1; коммуны Гуле, Монгару и Сантийи образовали новую коммуну Мон-сюр-Орн.
1 января 2019 года коммуны Ливе, Лонгеноэ, Сен-Дидье-су-Экув и Фонтене-ле-Луве образовали новую коммуну Л’Оре-д’Экув.

## Состав кантона с 1 января 2019 года
В состав кантона входят коммуны (население по данным Национального института статистики за 2018 г.):
- Авуан (217 чел.)
- Бусе (616 чел.)
- Вьё-Пон (197 чел.)
- Жуэ-дю-Буа (420 чел.)
- Жуэ-дю-Плен (251 чел.)
- Карруж (656 чел.)
- Л’Оре-д’Экув (757 чел.)
- Ла-Ланд-де-Гу (191 чел.)
- Ла-Ланд-де-Луже (51 чел.)
- Ла-Мот-Фуке (162 чел.)
- Ле-Мениль-Сельёр (88 чел.)
- Ле-Шам-де-ла-Пьер (37 чел.)
- Ла-Шо (52 чел.)
- Луже-сюр-Мер (315 чел.)
- Маньи-ле-Дезер (1 401 чел.)
- Меуден (120 чел.)
- Мон-сюр-Орн (890 чел.)
- Ран (1 039 чел.)
- Руперру (194 чел.)
- Севре (259 чел.)
- Сен-Брис-су-Ран (137 чел.)
- Сен-Жорж-д’Аннебек (152 чел.)
- Сен-Мартен-л'Эгийон (195 чел.)
- Сен-Мартен-де-Ланд (207 чел.)
- Сен-Патрис-дю-Дезер (208 чел.)
- Сен-Совёр-де-Карруж (244 чел.)
- Сент-Маргерит-де-Карруж (248 чел.)
- Сент-Мари-ла-Робер (86 чел.)
- Сент-Уан-ле-Бризу (122 чел.)
- Сент-Элье-ле-Буа (253 чел.)
- Сираль (393 чел.)
- Танк (157 чел.)
- Флёре (201 чел.)
- Шаэн (83 чел.)
- Экуше-ле-Валле (2 180 чел.)

## Политика
На президентских выборах 2022 г. жители кантона отдали в 1-м туре Эмманюэлю Макрону 30,1 % голосов против 27,1 % у Марин Ле Пен и 14,0 % у Жана-Люка Меланшона; во 2-м туре в кантоне победил Макрон, получивший 54,5 % голосов. (2017 год. 1 тур: Франсуа Фийон – 26,6 %, Марин Ле Пен – 24,7 %, Эмманюэль Макрон – 19,0 %, Жан-Люк Меланшон – 13,6 %; 2 тур: Макрон – 59,7 %. 2012 год. 1 тур: Николя Саркози — 31,4 %, Марин Ле Пен — 20,9 %, Франсуа Олланд — 20,4 %; 2 тур: Саркози — 57,4 %).
С 2021 года кантон в Совете департамента Орн представляют Валери Ален (Valérie Alain) и мэр коммуны Флёре Тьерри Клерамбо (Thierry Clérembaux) (оба — Разные правые).
|                | Кандидаты                   | Партия        | Первый тур | Первый тур     | Второй тур | Второй тур |
| Кол-во голосов | Кандидаты                   | Партия        | % голосов  | Кол-во голосов | % голосов  |            |
| -------------- | --------------------------- | ------------- | ---------- | -------------- | ---------- | ---------- |
|                | Валери Ален Тьерри Клерамбо | Разные правые | 2 382      | 71,73          | 2 356      | 72,09      |
|                | Анни Анаши Венсан Верон     | Разные левые  | 939        | 28,27          | 912        | 27,91      |

|                | Кандидаты                      | Партия             | Первый тур | Первый тур     | Второй тур | Второй тур |
| Кол-во голосов | Кандидаты                      | Партия             | % голосов  | Кол-во голосов | % голосов  |            |
| -------------- | ------------------------------ | ------------------ | ---------- | -------------- | ---------- | ---------- |
|                | Тьерри Клерамбо Мариз Оливейра | Разные правые      | 2 380      | 45,42          | 2 764      | 49,83      |
|                | Рина Пуассонье Ги Саль         | Национальный фронт | 1 586      | 30,27          | 1 545      | 27,85      |
|                | Анни Анаши Венсан Верон        | Левый блок         | 1 274      | 24,31          | 1 238      | 22,32      |